# فرودگاه صحرایی لیوارد پوینت
فرودگاه صحرایی لیوارد پوینت (به انگلیسی: Leeward Point Field) (به زبان بومی: Naval Station Guantanamo Bay) یک فرودگاه نظامی با کد یاتا NBW است که یک باند فرود آسفالت دارد. این فرودگاه در کشور کوبا قرار دارد .